# Парецаг
Парецаг (словен. Parecag, итал. Parezzago) је насељено место у општини Пиран, Обално-крашка регија, Словенија.

## Историја
До територијалне реорганизације у Словенији био је у саставу старе општине Пиран.

## Становништво
У попису становништва из 2011. године, Парецаг је имао 986 становника.
| Број становника према пописима | Број становника према пописима | Број становника према пописима |
| ------------------------------ | ------------------------------ | ------------------------------ |
| 1991                           | 2002                           | 2011                           |
| 760                            | 910                            | 986                            |

Напомена: Године 2018. промењена је граница и подручје насеља Парецаг, што је последица поравнања државне границе између Словеније и Хрватске.

## Галерија
- засеок Цедола
- засеок Горго